# Aldo Boffi
Pour les articles homonymes, voir Boffi.
Aldo Boffi (né le 26 février 1915 à Giussano - mort le 26 novembre 1987 dans la même ville) était un footballeur italien.

## Carrière

### Clubs
- 1926-1934 :  Vis Nova Giussano
- 1934-1936 :  Seregno
- 1936-1943 :  Milan AC
- 1945-1946 :  Atalanta Bergame
- 1946-1950 :  Seregno

- 1er match en Série A le 1er novembre 1936 : Torino FC-Milan AC 3-1
- En 277 matchs de championnat il a inscrit 168 buts et a été 3 fois meilleur buteur de Série A

### Sélection
- 1er match en sélection le 20 novembre 1938 :  Italie- Suisse 2-0
- 2 sélections, aucun but